# Холдевонбек
Холдевонбе́к (узб. Xoldevonbek / Холдевонбек) — посёлок городского типа, расположенный на территории Бозского района Андижанской области Республики Узбекистан.
В 1943—1962 годах был центром Халдыванбекского района.
Статус посёлка городского типа с 2009 года.